# Československé opevnění

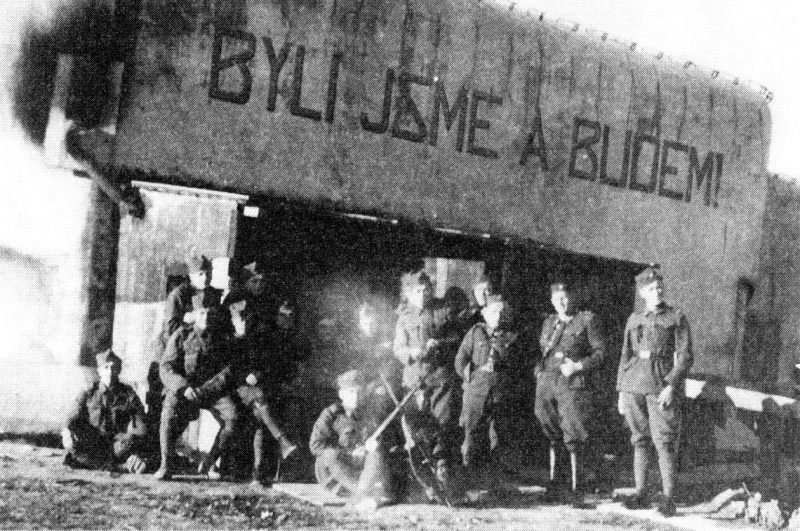
Pěchotní srub K-S 14 U cihelny u Prostřední Lipky v roce 1938

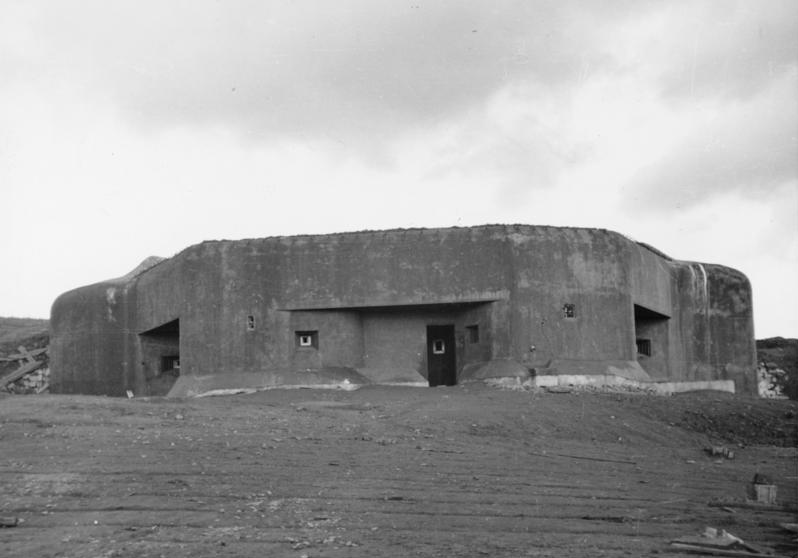
Pěchotní srub T-S 56 u Trutnova v říjnu 1938

Československé opevnění (v zahraničí někdy též nazývána jako Benešova linie) je soustava pevností a pevnůstek budovaných Československem v letech 1935–1938 v pohraničí a na vybraných vnitrozemských příčkách. Opevnění bylo budováno proti nepřátelsky naladěným sousedním státům – Německu, Maďarsku, Rakousku a Polsku. Opevnění se skládalo z objektů lehkého opevnění vz. 36 a vz. 37 (tzv. řopíků), objektů těžkého opevnění a z dělostřeleckých tvrzí. Mezi jednotlivými těžkými objekty se rozkládal překážkový systém. Pro účely výstavby a koordinace výstavby bylo zřízeno ředitelství opevňovacích prací a rada pro opevňování. Po přijetí podmínek Mnichovské dohody byla na odstoupeném území drtivá většina postavených objektů, zbylé úseky pak již většinou nebyly k použití.

## Důvody výstavby
Již od počátku vzniku Československé republiky se uvažovalo jakým způsobem zajistit státní hranice. V počátcích republiky se na hranicích nacházelo vojsko, které řešilo různé výboje skupin, jež nesouhlasily s vytvořením Československa, byli to především Němci a Poláci.[zdroj?] Z důvodu střežení hranic i po stránce celní byla v roce 1919 vytvořena nástupnická finanční stráž. V roce 1936 vznikl také sbor stráž obrany státu..
Ministr zahraničí Edvard Beneš v roce 1932 upozornil ministra národní obrany Bradáče a náčelníka Hlavního štábu armády Syrového, že skončí-li ženevská konference o odzbrojení neúspěchem, lze v roce 1936 nebo 1937 očekávat politickou a vojenskou krizi, na kterou musí být armáda připravena. Přislíbil, že na posílení armády sežene finanční prostředky.
V roce 1933, kdy se v sousedním Německu stal kancléřem Adolf Hitler, se potřeba ochrany republiky ještě zesílila. Generalita se musela rozhodnout, jakou koncepci obrany státu vybere. V úvahu přicházely dvě varianty obrany republiky. První variantou bylo vybudování motorizované a modernizované armády, která by se přesouvala dle potřeby. Druhou možností bylo zbudovat stálé pevnostní úseky, které by se táhly po celé ohrožené hranici. Tuto variantu podporoval dostatek stavebních firem, dobrá surovinová základna ale i reliéf západní části republiky, který krom pohraničních pohoří netvořil žádné přírodní překážky. Systém stálého opevnění doporučil i západní spojenec – Francie. Výstavbu opevnění podporoval také Edvard Beneš.
Obranná strategie Československa tedy spočívala v tom, že by poutala svými jednotkami útočící jednotky na linii opevnění, do doby zásahu spojenecké Francie.

## Plánování výstavby
Rozkaz vybudovat opevnění byl vydán 21. července 1934. Na podzim roku 1934 rozhodl náčelník hlavního štábu arm. gen. Ludvík Krejčí provést základní terénní průzkum úseků, kde měla dle předběžně vypracovaných plánů stát budoucí opevnění.[zdroj?] Přípravu programu obhlídek měl na starosti pplk. gšt. Josef Fetka. Dále se jich účastnil přednosta 3. oddělení (operačního) hlavního štábu plk. gšt. Bohuslav Fiala a podle potřeby se k nim připojovali další vysocí důstojníci. Francie poskytovala svému československému spojenci konzultace, a také vyslala několik poradců.
20. března 1935 byla zřízena Rada pro opevňování (RO) jako řídící a Ředitelství opevňovacích prací (ŘOP) jako výkonný orgán opevňování Československa.[zdroj?] Předsedou RO se stal náčelník hlavního štábu arm. gen. Ludvík Krejčí, jejími stálými poradci pak div. gen. Ing. František Nosál, přednosta IV. odboru (technického) MNO, a brig. gen. František Havel, přednosta IV./1. oddělení (ženijního) MNO. V čele ŘOP stanul I. zástupce náčelníka hlavního štábu tehdejší brig. gen. Karel Husárek. Úkolem RO bylo získávat finanční prostředky, personál a materiál nezbytný k zajištění výstavby opevnění a současně Nejvyšší radě obrany státu (NROS) navrhovat pořadí naléhavosti a způsob opevňování jednotlivých úseků, ŘOP mělo za úkol realizovat vlastní provádění prací přímo v terénu.
Československé opevnění se spolu s francouzskou Maginotovou linií stalo přímým vzorem pro výstavbu systému opevnění spojenecké Jugoslávie, známého jako Rupnikova linie. Jugoslávští vojenští inženýři byli několikrát hosty ŘOP, v roce 1936 studovali výstavbu pevnostní linie na Králicku a později vytyčování těžkého opevnění u Velvar. Z Československa měly být do Jugoslávie dodávány také pancéřové zvony a některé zbraně, jako 4cm kanón vz. 36. Nakonec se plánované dodávky kvůli politickému vývoji neuskutečnily a původní velkorysé plány jugoslávského opevnění musely být z finančních důvodů značně omezeny, přesto některé objekty Rupnikovy linie (jako malé typové objekty a pěchotní sruby) nezapřou přímou inspiraci v československém opevnění.[zdroj?]

## Programy opevňování
Dne 12. prosince 1935 byl schválen první program výstavby opevnění, který počítal s výstavbou dvousledového těžkého opevnění od řeky Odry po Labe na severní hranici republiky. Opevnění mělo ze severu krýt taktický ústup armády, která by postupovala od západu na východ po tzv. ústupových příčkách. Na pomezí Čech a Moravy by za podpory západních spojenců (Anglie, Francie) přešla do protiútoku.[zdroj?] Tento plán počítal s tím, že Rakousko zůstane neutrální a Polsko přátelské. Podle historika Jana Tesaře by československá armáda, v případě útoku Německa, nebyla ani za pomoci tzv. vnitrozemských příček schopná organizovaného ústupu na moravsko-slovenské pomezí, kde měla zaujmout pozice a opřít se o Bílé Karpaty a Javorníky.
Dne 5. června 1936 byl schválen druhý program, který počítal s těžkým opevněním po celém obvodu hranic. Nevýhodou bylo, že veškeré síly by se vložily do opevnění a prostředky na mobilní vojsko by nezbyly.
Třetí program byl schválen 9. listopadu 1937. Ředitel ŘOPu Karel Husárek prosadil plán, který počítal s výstavbou dvousledových lehkých objektů vz. 37 po celé délce hranic a na vnitrozemských ústupových příčkách (první z nich tvořila linie Liběchovská příčka – Pražská čára – Vltavská linie, další příčky na Moravě nebyly realizovány), na nejohroženějších pohraničních úsecích posílenou linií těžkého opevnění. Celkově tedy mělo být postaveno 1 276 těžkých a 15 463 lehkých objektů. Z důvodu nákladné investice, kterou si předválečné Československo nemohlo dovolit, byl projekt rozpracován na více než 10 let, tj. poslední etapa výstavby opevnění měla být dokončena až po roce 1946. Náklady by dosáhly částky 10,9 miliard korun. Do odstoupení pohraničí se stihlo proinvestovat asi jednu pětinu částky.

## Počátky výstavby
Pro vlastní řízení stavby opevnění se od roku 1935 začala zřizovat ženijní skupinová velitelství (ŽSV), která vedla výstavbu opevnění v daném stavebním úseku. Stavební úseky byly rozděleny na podúseky, které byly zadávány jako celek k výstavbě civilním stavebním firmám. První dvě ŽSV (I. ve Starém Městě pod Sněžníkem a II. v Bohumíně) vznikla 18. dubna 1935 přejmenováním dvou opevňovacích skupin, které byly zřízeny 7. srpna 1934 při ZVV Praha a ZVV Brno.
Prvním realizovaným objektem v rámci systému československého opevnění se stal pěchotní srub MO-S 8 „Dvůr Paseky“ u Bohumína, který byl vybetonován ve dnech 15.–22. prosince 1935. První těžké objekty v nejbližším okolí Ostravy, které vznikaly v roce 1936, byly inspirovány francouzskými objekty z Maginotovy linie, s nabývajícími zkušenosti ale čeští projektanti objekty vylepšovali a zjednodušovali.
Ve druhé polovině 30. let vystupňovaly své územní požadavky vůči Československu i Polsko a Maďarsko. V březnu 1938 navíc obsadila německá vojska Rakousko, čímž délka hranic, které bylo nutné chránit, vzrostla na 3900 km; pouze pár desítek kilometrů hranic (s Rumunskem) bylo bezpečných.

## Rozdělení opevnění

### Těžké opevnění

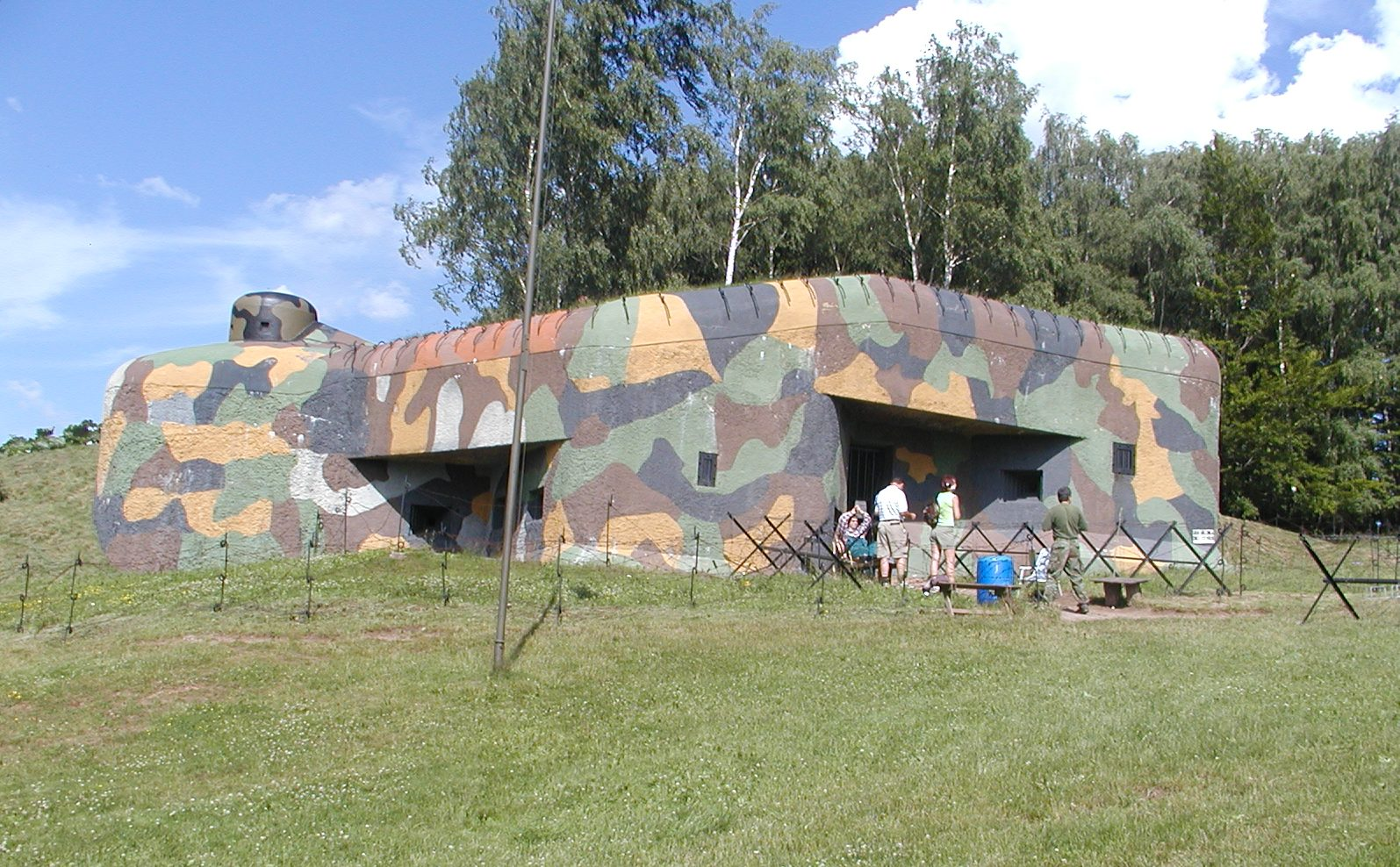
Pěchotní srub N-S 82 Březinka na Náchodsku

Prvními stavbami opevnění, které v republice vyrostly, byly objekty těžkého opevnění. Tyto bunkry byly plánovány na nejohroženějších úsecích hranic, tj. ve Slezsku a v severovýchodních Čechách (od Odry po Labe), na předmostí Bratislavy a u Komárna. Teprve v dalších fázích byly plánovány i v jiných prostorech, jako jsou severozápadní Čechy. Po obsazení Rakouska se kvapně projektovaly i na jižní hranici Moravy. Celkově bylo projektováno 1 276 těžkých objektů, postaveno jich bylo 262. Těžké opevnění na rozdíl od opevnění lehkého mělo postup nepřítele na delší dobu zastavit a v případě boje se počítalo s jeho samostatným odporem po delší dobu. Mělo být bojeschopné prakticky kdykoliv po svém dokončení, vybavení a vyzbrojení, počítalo se s trvalým osazením stálou osádkou. Proto disponovalo rozsáhlými týlovými prostory a složitým technickým zařízením, které mělo usnadnit dlouhodobý odpor. Systém opevnění umožnil účinnou obranu severních hranic republiky s relativně nízkým počtem vojáků, takže ostatní jednotky mohly být využity v místě předpokládaného hlavního úderu nepřítele.
U objektů těžkého opevnění, souhrnně označovaných názvem „srub“, je možné rozdělit jednotlivé typy do skupin z více hledisek. Například dle výzbroje a účelu jsou to sruby pěchotní, dělostřelecké, vchodové, minometné apod. Podle stavebního řešení a počtu střeleckých místností se objekty dělí na jednostranné a oboustranné (pravé, levé a výjimečně pro čelní palbu). Sruby patřící do sestavy tvrze jsou tvrzové, ostatní jsou samostatné (izolované). Objekty těžkého opevnění se stavěly v šesti stupních odolnosti, lišily se tloušťkami stěn a stropů. První dva stupně označované arabskými číslicemi 1 a 2 (odtud název „arab“, nebo též objekt malého typu) měly slabší stěny a některá konstrukční zjednodušení. Další stupně se označovaly římskými číslicemi I až IV (odtud označení „říman“, nebo objekt velkého typu).

### Dělostřelecké tvrze

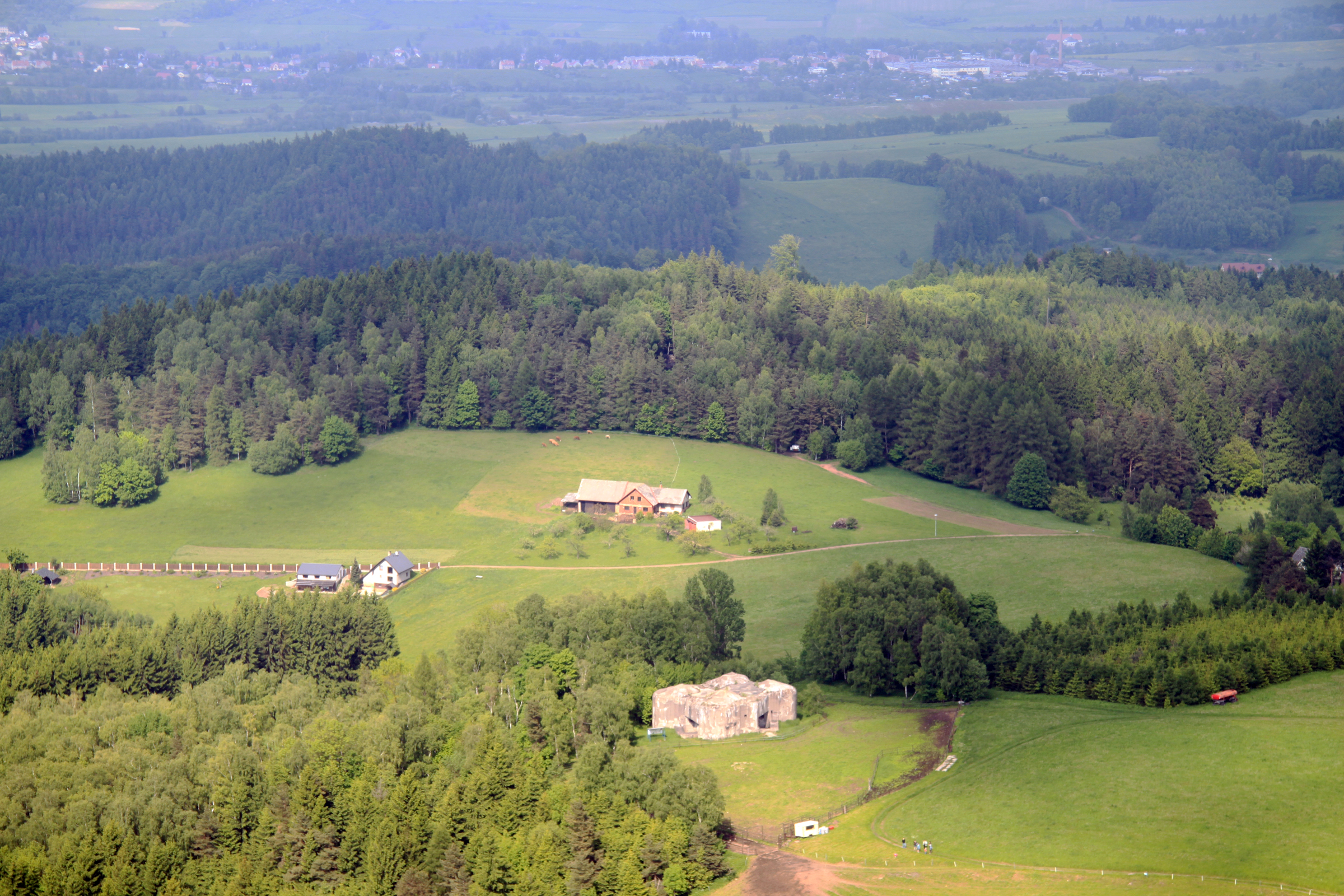
Objekt N-D-S 73 „Jeřáb“ tvrze Dobrošov

Dělostřelecké tvrze jsou těžké objekty, které tvořily uzavřenou soustavu tvrze. Její součástí byly tvrzové pěchotní sruby (základní součást těžkého opevnění), které navazovaly na linii izolovaných pěchotních srubů, vchodový objekt, který umožňoval vstup do podzemí spojující všechny objekty tvrze. Dalšími objekty mohl být dělostřelecký srub, minometný srub, dělostřelecká otočná věž a dělostřelecká pozorovatelna, které měly již samostatné úkoly v rámci tvrze.
V průběhu stavby opevnění se počítalo celkově se 17 tvrzemi. Tvrze jsou uvedeny postupně od nejvýchodnější po nejzápadnější; všechny tvrze se nacházely na severní hranici státu:
- Orel - stavba odložena
- Smolkov - stavba dokončena, vojenský sklad, nepřístupná
- Šibenice - stavba rozestavěna, nepřístupná
- Gudrich - stavba nezahájena
- Milotický vrch - stavba zrušena a nahrazena dvěma izolovanými dělostřeleckými sruby (do roku 1938 nepostaveny)
- Orlík - stavba nezahájena
- Kronfelzov - stavba zrušena a nahrazena jedním izolovaným dělostřeleckým srubem (do roku 1938 nepostaven)
- Hůrka - stavba dokončena, přístupná veřejnosti (správný název podle dobového pojmenování Horka)
- Bouda - stavba dokončena, přístupná veřejnosti
- Adam - stavba téměř dokončena, vojenský sklad, nepřístupná
- Bartošovice - stavba zrušena a nahrazena pevností Hanička
- Hanička - stavba dokončena, přístupná veřejnosti
- Skutina - stavba rozestavěna, přístupná veřejnosti
- Dobrošov - stavba rozestavěna, přístupná veřejnosti
- Jírová hora - stavba nezahájena
- Poustka - stavba nezahájena
- Stachelberg - stavba rozestavěna, přístupná veřejnosti

V souvislosti se zrušením dělostřelecké tvrze Kronfelzov a následně i Milotický vrch, měl vzniknout nový unikátní objekt – izolovaný dělostřelecký srub, který by vlastnil prvky dělostřeleckého srubu (tj. kasematy) a vchodového objektu (tj. vjezdová vrata a překladiště). Srub měl mít až tři patra, ve kterých by se nacházela především skladiště na munici. Do přijetí mnichovských podmínek nebyl srub realizován.

### Lehké opevnění

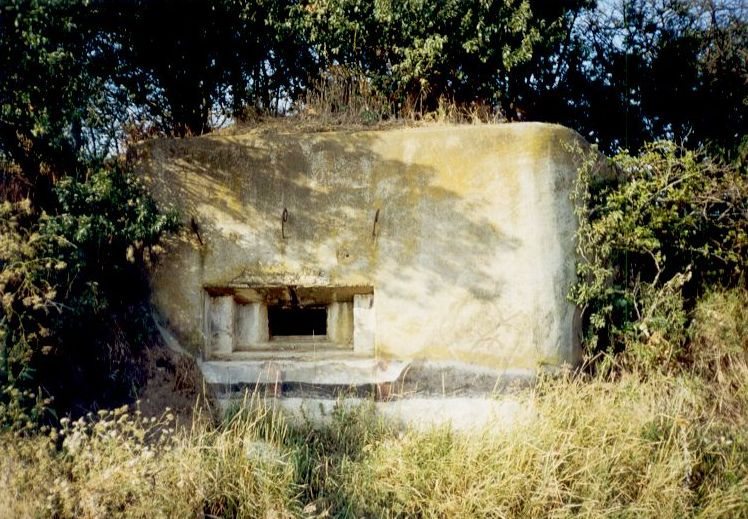
Lehký objekt vzor 36 na jižní Moravě

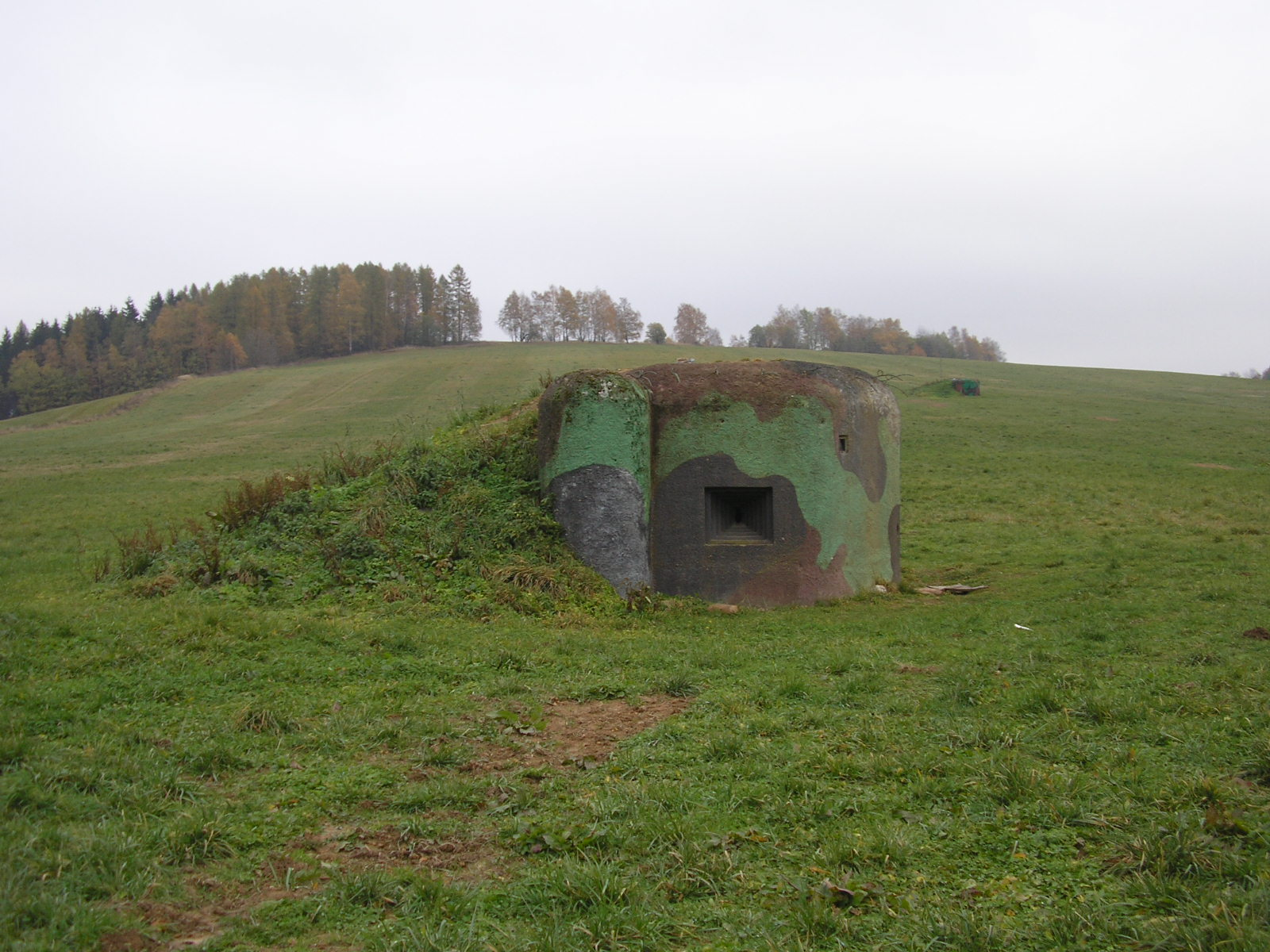
Lehký objekt vzor 37 severně od Králíků

Prvním vzorem lehkého opevnění byl vz. 36, který byl okopírovaným vzorem bunkru z francouzské Maginotovy linie. Tento typ měl uzavírat některé silnice a celkově netvořil žádnou nepřestupnou linii. Značné nevýhody (např. absence filtračního zařízení, nestřežený týl apod.) tohoto bunkru přinutily české projektanty k vytvoření nového vzoru, ryze českého, který dostal označení vz. 37.
Tento typ již měl tvořit linii opevnění podobně jako těžké opevnění. Postupem času vzniklo několik specifických variant, které se přizpůsobovaly terénu, a následně i typů, které se musely vložit do netypického prostředí (např. pod most, zakomponované do budov apod.), tyto typy jsou nazvané atypické. Z plánovaných 15 463 objektů lehkého opevnění se podařilo stavebně dokončit necelých 10 000.

## Překážky

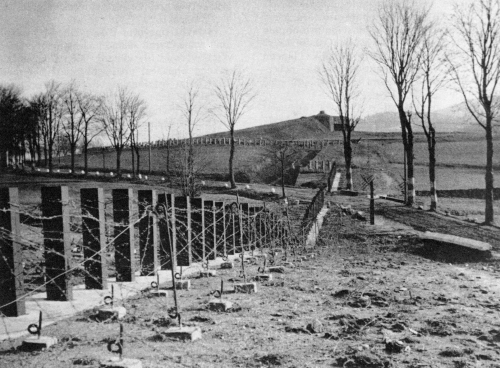
Tzv. prasečí ocásek a železobetonový práh protínající silnici z Mladkova do Lichkova

Překážky proti útočné vozbě a pěchotě byly velmi důležitou součástí pevnostní linie. Jednalo se o překážky těžké a lehké. Těžké byly proti útočné vozbě, lehké sloužily proti pěchotě. Překážky měly zadržet nepřítele nejen při útoku z hlavního směru, ale i při možném napadení objektu z týlu. Měly spojit linii opevnění po celé délce souvislým pásem oboustranně postřelovaným automatickými zbraněmi, přehradit strategicky důležité komunikace a další možné vstupy na československé území.

## Osud opevnění

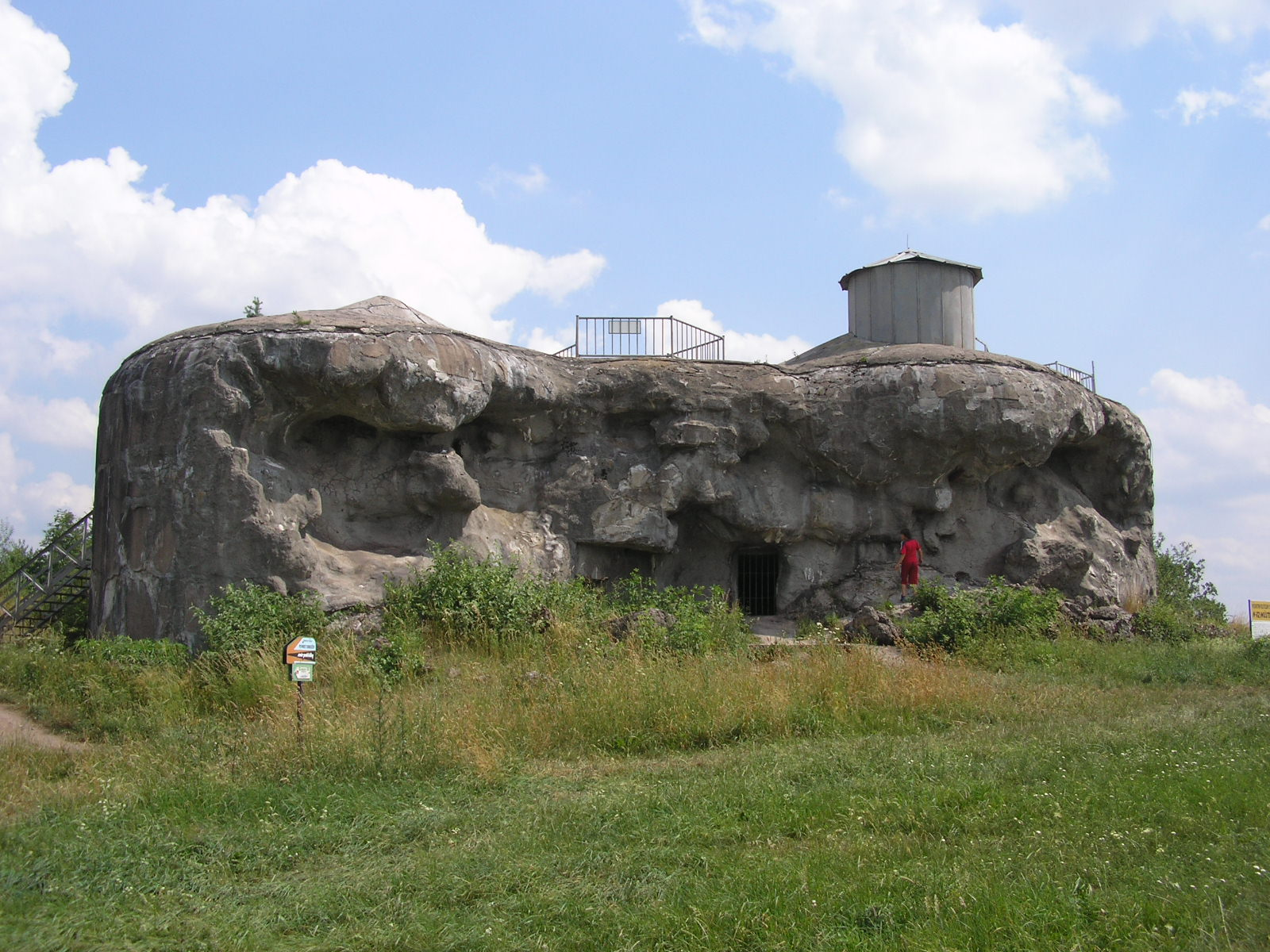
Dnešní stav tvrzového pěchotního srubu N-D-S 72 Můstek tvrze Dobrošov, který byl podroben za okupace ničivým zkouškám

Opevnění se nepodařilo dokončit včas ani na celých česko-německých hranicích, anšlus Rakouska pak tuto hranici rozšířil o další dlouhý úsek, který byl opevněním chráněn jen málo (do bezprostředního ohrožení republiky a zahájení mnichovských jednání vznikl na jižní Moravě pás lehkého opevnění, na jaře 1938 pak byla urychleně zahájena stavba linie těžkého opevnění, z níž se podařilo postavit šest pěchotních srubů). Stavba opevnění pokračovala i během mobilizace na konci září 1938, posledním postaveným těžkým objektem byl pěchotní srub N-S 53 „U chalupy“ (vybetonován 26. září – 1. října 1938). Po přijetí mnichovské dohody 30. září a odstoupení pohraničí během první poloviny října 1938 připadla většina území s opevněním Německu, na Slovensku a Podkarpatské Rusi posléze Maďarsku. Na československém území tak zůstaly prakticky pouze objekty kolem Náchoda a také vnitrozemská příčka s opevněním Prahy. Právě ve vnitrozemí pokračovala i během prvních říjnových týdnů výstavba zadaného lehkého opevnění (např. podél Berounky, kde byly v rámci úseku 116 postaveny ještě čtyři řopíky, poslední z nich, č. 112, až 13. října), než byly práce v polovině října definitivně zastaveny.
Nacisté se po obsazení Sudet a poté i zbytku republiky okamžitě zaměřili na opuštěné opevnění, které se pro ně stalo místem pro získávání zkušeností. Němečtí generálové, kteří se se systémem opevnění seznámili, ho považovali za hrozivý, a vyjádřili úlevu, že ho nemuseli dobývat. Při pokusné střelbě se ukázalo, že německá děla neměla proti československým bunkrům zamýšlenou účinnost.
U obce Košetice u Bruntálu 7. října 1938 provedla 7. výsadková divize s vojsky Luftwaffe výsadek, který nesl kódové označení Operace Bruntál. Šlo o cvičný výsadek parašutistů za linii lehkého opevnění. Výsledek celé akce ukázal, že poznatky, které měla německá armáda, byly chybné - přistávací místa špatně vytipována a neobjeveny některé překážky a palebné vějíře obranných zbraní. Na Králicku Němci cvičili svoji speciální výsadkovou jednotku Granit. Ta se zde připravovala na útok na belgickou pevnost Eben-Emael. Její cvičení probíhalo na tvrzi Adam v prosinci roku 1939.
Němci z opevnění také získávali kvalitní materiálu pro svůj zbrojní průmysl. Německo zabíralo vše od map a plánů přes zbraně, střílny, ostatní pancéřové prvky (zvony a kopule), osvětlovací zařízení, překážky až po výtahy. Některé komponenty, jako například pancéřové prvky, šly odstranit až v rámci plánovité likvidace opevnění, kterou měl na starosti nejprve štáb pro demolici pevností, následně štáb Geib. Němci zabraný pevnostní materiál do konce roku 1940 byl odhadnut na více než 50 milionů říšských marek.
Ke konci války bylo opevnění nasazeno v přímých bojích. Německá vojska ustupující před Rudou armádou se opevnila v pěchotním srubu nedokončené tvrze Orel. Vytržené střílny byly nahrazeny nekvalitní náhradou z betonu, otvory pro zvony byly buď zabetonovány nebo z nich byla vytvořena kulometná hnízda. Boje o opevnění započaly 17. dubna 1945 a trvaly do 26. dubna.
Po válce byla většina opevnění v žalostném stavu. Armáda později rozhodla o využití některých vybraných objektů na severní hranici státu, šlo především o tvrze, které bylo možné využít jako protiatomové kryty. Na jižní a jihozápadní hranici byla situace opačná. Na hranicích s Rakouskem a Západním Německem, tedy státy potenciálně nepřátelskými, bylo rozhodnuto využít současné opevnění a následně započala jeho revitalizace. Po dokončení úprav a vyzbrojení byly objekty zakonzervovány. V roce 1999 byly zrušeny roty osádek těžkého opevnění a opevnění vyklizeno a opuštěno.
Dodnes se stavby zachovaly v různém stavu: většina chátrá, některé však byly restaurovány a proměnily se v muzea (např. dělostřelecké tvrze Bouda, Hanička, Stachelberg či pěchotní srub N-S 82 Březinka), jiné jsou užívány armádou ČR a vstup do nich je zakázaný (např. Adam).

### Památková ochrana
V roce 1995 byla za národní kulturní památku prohlášena dělostřelecká tvrz Dobrošov s okolními objekty. Součástí této NKP je vlastní podzemí tvrze, tvrzové objekty N-D-S 72 „Můstek“, N-D-S 73 „Jeřáb“ a N-D-S 75 „Zelený“, zachované pozůstatky po stavbě tvrze (haldy zeminy a prostory stavenišť objektů N-D-S 74, N-D-S 76 a N-D-S 77), dále okolní samostatné pěchotní sruby N-S 70a „Na kopečku I“, N-S 70b „Na kopečku II“, N-S 71 „V sedle“, N-S 78 „Polsko“, N-S 79 „Hrobka“, N-S 80 „Jirásek“ a N-S 81 „Lom“ a také za druhé světové války poničené a rozvalené objekty lehkého opevnění vz. 36 (pět pevnůstek) a 37 (sedm pevnůstek) v prostoru tvrze Dobrošov.
Status kulturní památky mají následující pevnostní objekty:
- pěchotní srub MO-S 5 „Na trati“ v Bohumíně[21]
- areál čs. opevnění Hlučín-Darkovičky (pěchotní sruby MO-S 18 „V oboře“, MO-S 19 „V aleji“, MO-Or-S 20 „U orla“ a jeden objekt LO vz. 37)[22]
- areál opevnění Opava-Milostovice (pěchotní sruby OP-S 25 „U trigonometru“, OP-S 26 „Za humny Milostovic“, OP-S 27 „Paletovo pole“ a tři objekty LO vz. 37)[23]
- tři objekty LO vz. 37 u Domašova v okrese Jeseník a dva objekty LO vz. 37 u Starého Města v okrese Šumperk[24]
- pěchotní sruby StM-S 50 „U trati“ a StM-S 33 „Lesík“[25]
- dělostřelecká tvrz Bouda u Králíků (tvrzové objekty K-Ba-S 21 „Kazi“, K-Ba-S 22 „Horymír“, K-Ba-S 22a „Krok“, K-Ba-S 23 „Teta“, K-Ba-S 24 „Libuše“ a podzemí tvrze)[26]
- pěchotní srub R-S 74 „Na holém“ u Rokytnice v Orlických horách[27]
- dělostřelecká tvrz Hanička u Rokytnice v Orlických horách (tvrzové objekty R-H-S 76 „U lomu“, R-H-S 77 „U pozorovatelny“, R-H-S 78 „Na pasece“, R-H-S 79 „Na mýtině“, R-H-S 79a „U silnice“, R-H-S 80 „U potůčku“ a podzemí tvrze)[28]
- pěchotní srub R-S 87 „Průsek“ u Říček v Orlických horách[29]
- pěchotní srub N-S 47 „Jaroslav“ u Polomi[30]
- soubor pevnostních objektů na Náchodsku (jeho součástí je celá NKP Dobrošov, dále pěchotní sruby N-S 60 „Soused“, N-S 61 „Chata“, N-S 62a „Cesta“, N-S 62b „Studna“, N-S 63 „Louka“, N-S 64 „Osada“, N-S 82 „Březinka“, N-S 83 „Lázně“, N-S 84 „Voda“, N-S 85 „Montace“, N-S 86 „Havlíček“, N-S 87 „Les“, N-S 88 „Transformátor“, N-S 89 „Dvoják“, N-S 90 „Vodojem“, N-S 91 „Rozhledna“, N-S 92 „Bílá“, N-S 93a „Vrcha 1“, N-S 93b „Vrcha 2“, T-S 1a „Kóta A“, T-S 1b „Kóta B“, T-S 2 „Studénka“, T-S 4 „Na hřbetu“, T-S 5 „U křížku“, T-S 6 „Písník“, T-S 7 „Lom“, T-S 19 „Turov“, T-S 20 „Na pláni“ a šest objektů LO vz. 37 v Náchodě)[31]
- soubor pevnostních objektů kolem tvrze Stachelberg u Trutnova (tvrzový objekt T-St-S 73 „Polom“, základové desky tvrzových objektů T-St-S 72 „Chlum“, T-St-S 74 „U silnice“, pomocná pracovní štola, podzemí tvrze, zachované protitankové překážky, samostatné pěchotní sruby T-S 70 „U kříže“, T-S 81a „Na hřebeni“, T-S 81b „Na vrchách“, T-S 82 „V končinách“ a jedenáct objektů LO vz. 37)[32]
- dva objekty LO vz. 37 u Mníšku v okrese Liberec[33]
- jeden objekt LO vz. 37 u Očihovce v okrese Louny[34]
- jeden objekt LO vz. 37 u Bratronic v okrese Kladno[35]
- jeden objekt LO vz. 37 u Nového Městečka v okrese Klatovy[36]
- jeden objekt LO vz. 37 ve Veselce v okrese České Budějovice[37]
- zkušební a cvičný pěchotní srub CE „Jordán“ v bývalém vojenském újezdu Brdy[38]

Památkově chráněn je také vodní mlýn v Sazené v okrese Kladno, do kterého byl zabudován dosud dochovaný atypický objekt LO vz. 37, a Hraniční zámek v okrese Břeclav, v jehož přístupové rampě se nacházel rovněž atypický objekt LO vz. 37. Tato pevnůstka však byla zlikvidována v roce 2007.